# Wielki Chociebądz
Wielki Chociebądz (niem. Kotzbude See) – jezioro rynnowe w Polsce, położone w województwie zachodniopomorskim, w powiecie drawskim, w gminie Drawsko Pomorskie.
Akwen leży na Pojezierzu Drawskim, około 1500 metrów na zachód od miejscowości Kosobudy.